# Де Негри, Энрико
Энрико де Негри (Enrico De Negri; 22 августа 1902, Каррара, Тоскана — 16 июля 1990, Пиза, Тоскана) — итальянский философ и литературовед, историк философии. Доктор философии, эмерит-профессор Калифорнийского университета в Беркли, перед тем также профессор Колумбийского университета.

## Биография и творчество
Получил степень по философии в Пизанском университете и закончил аспирантуру в элитной Scuola Normale Superiore (Высшая нормальная школа в Пизе) в 1926 году. С того же года по 1938 год лектор итальянского языка в Кельнском университете. В 1938-1943 годах приглашенный профессор в Пражском университете. В 1944—1945 годах ассоциированный профессор Флорентийского университета. В разное время между 1934 и 1950 годами он также преподавал философию в альма-матер Пизанском университете.
С 1950 года в США, профессор итальянского языка в Колумбийском университете. С 1961 по 1971 год профессор итальянского языка в Калифорнийском университете в Беркли. В 1950-х годах он также был приглашенным профессором в Свободном университете Берлина и в Принстоне, а в 1956—1957 годах членом Принстонского Института перспективных исследований.
После выхода в отставку из Беркли в 1971 году возвратился в Италию, где назначен на кафедру философии истории в Римском университете («La Sapienza») и преподавал там на протяжении года, пока окончательно не вернулся в свой семейный дом в Пизе, чтобы преподавать в Scuola Normale Superiore, откуда ушел в отставку в 1977 году.
В числе его ранних работ — «Кризис позитивизма в философии имманентности» (Флоренция, 1929). Позже вышла «Рождение гегелевской диалектики» (Флоренция, 1930), составившая матрицу всех последующих его философских работ, начиная от Attualismo e Metafisica (Пиза, 1940), Interpretazione di Hegel (Флоренция, 1942(3?); обновл. 1969) и «Принципы Гегеля» (Флоренция, 1949, переиздано в 1979 г.), «Теология, откровение и диалектика Лютера» (Флоренция, 1967, 1968 {Рец.}; немецкий перевод, 1975 г.). Образцовым указывают его перевод «Феноменологии духа» Гегеля, «Fenomenologia dello Spirito» (двухтомник, 1933-36; revised 1960 г.). Среди др. работ — Tra filosofia e letteratura (Naples, 1983, 373 стр.) {Рец.}. Отмечается, что его эссе о Полициано, Макиавелли, Вико и Фосколо получили статус классических.
«Interpretazione di Hegel» удостоилась похвалы Vanni Rovighi как работа негегельянца, способная пролить больше света на культурные сложности мысли Гегеля, чем когда-либо смогли хвалебные речи его учеников. Однако, как отмечают, такие похвалы не понравились ортодоксальным гегельянцам в итальянских университетских кругах, где доминировали последователи Кроче и Джентиле, и способствовали тому, что Де Негри стал контраверсийной фигурой в своей собственной стране.
Как свидетельствуют коллеги и бывшие студенты Энрико де Негри, он был глубоким агностиком в своих философских взглядах, скептиком в отношении человеческих дел и пессимистом в отношении политики и всей общественной сферы. Также он являлся последовательным антикоммунистом на протяжении всей своей жизни.
Памяти Энрико Де Негри посвятил свою последнюю на тот момент работу Filosofi greci dell’età ellenistica (Пиза, 1991) его выдающийся коллега по годам в Колумбии Пауль Оскар Кристеллер.
Остались вдова и сестра.